# 弗里克

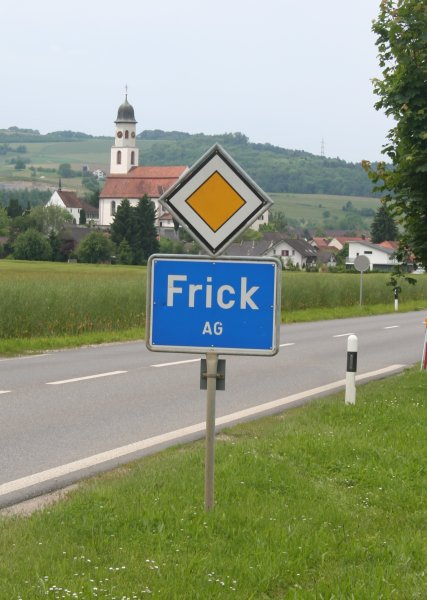

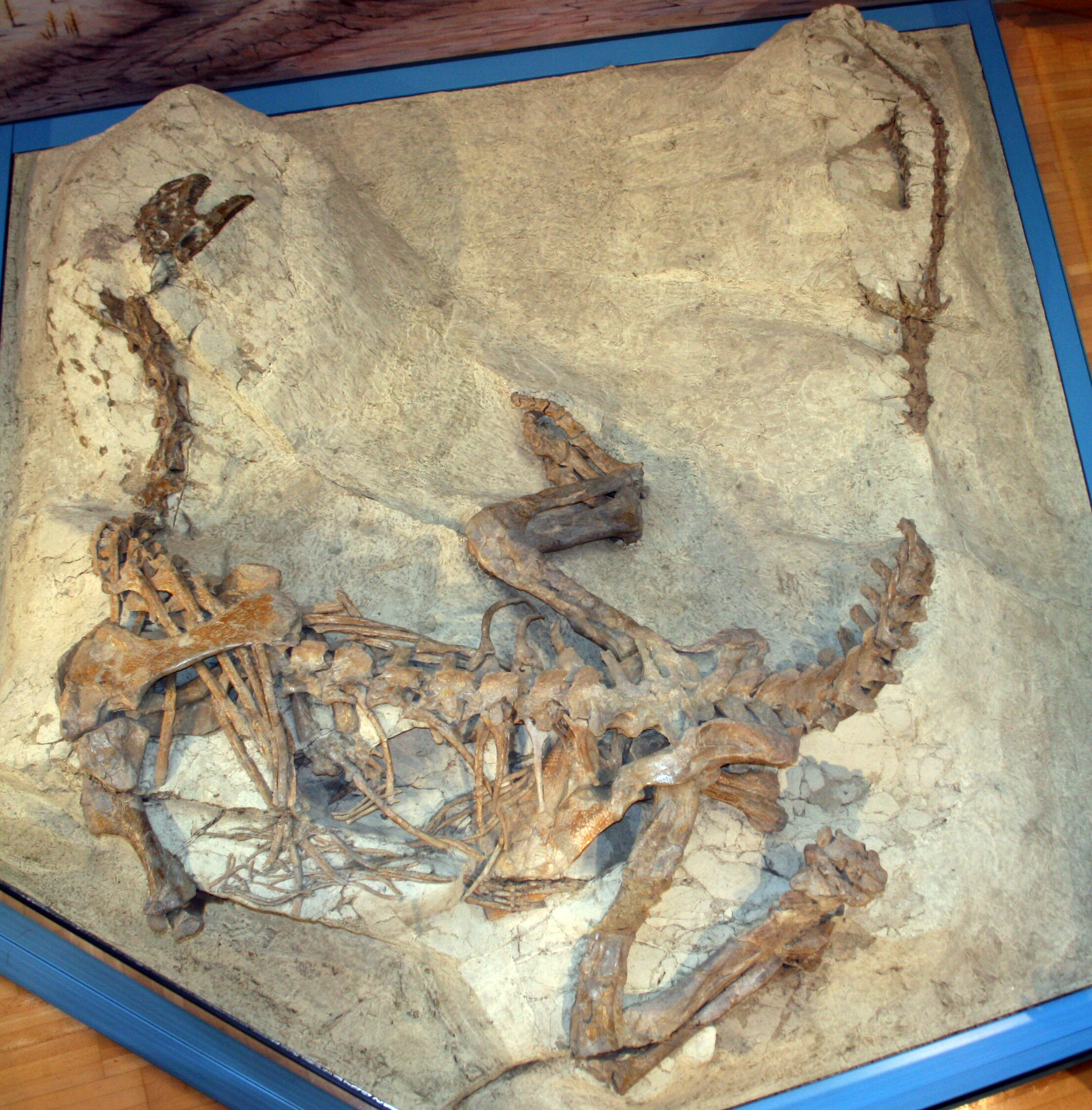

弗里克是瑞士的城鎮，位於該國北部，由阿爾高州負責管轄，面積9.96平方公里，海拔高度350米，該鎮在2007年8月發現100多副板龍骸骨，2012年人口5,029人，人口密度每平方公里505人。